# دادوکلا
دادوکلا، روستایی از توابع بخش دودانگه شهرستان ساری در استان مازندران ایران است.

## جمعیت
این روستا در دهستان بنافت قرار داشته و بر اساس آخرین سرشماری مرکز آمار ایران که در سال ۱۳۸۵ صورت گرفته، جمعیت آن ۲۰۸نفر (۵۲خانوار) بوده‌است.